# 齊藤勝
齊藤 勝（さいとう まさる、1988年1月6日 - ）は、東京都大田区出身の元プロ野球選手（投手）。左投左打。

## 経歴
修徳高校時代は、2年時に夏の甲子園（第86回選手権大会）に出場。同大会の東東京大会（予選）で左ひざに死球を受けており、万全の状態ではないながらも2試合連続完封勝利を収めるなど、チームをベスト8進出に導いた。3年時の春は第77回選抜大会に出場したが、肩の故障もあり初戦敗退。同年夏も東東京大会準決勝で敗退した。
高校在籍時からプロ球団の複数のスカウトが指名対象として調査に動いたが、高校卒業後はセガサミーに入社、2006年から活動を開始した硬式野球部の創設メンバーとなる。4年間は故障の影響も残り目立った結果を残せずにいたが、5年目の2010年に頭角を現し、調子を崩していたエース・上津原詳に代わって投手陣を引っ張る中心選手となった。
2010年のプロ野球ドラフト会議で、北海道日本ハムファイターズから6巡目で指名。契約金3000万円、年俸800万円（金額は推定）という条件で入団した。なお、この会議では、セガサミー硬式野球部のチームメイトであった宮﨑祐樹もオリックス・バファローズから3巡目で指名。宮崎も後に入団したため、宮崎と共に、同部出身者で初めてのプロ野球選手になった。

### プロ入り後
入団2年目の2012年までは、一軍公式戦への登板機会がなかった。
2011年には、イースタン・リーグ公式戦15試合に登板。1勝2敗、防御率4.25という成績を残した。
2012年には、イースタン・リーグ公式戦24試合に登板。3勝4敗1セーブを記録したが、防御率は4.96で、前年より悪化した。 
2013年には、イースタン・リーグ公式戦44試合に登板。1勝4敗2セーブながら、防御率を3.76にとどめた。さらに、9月16日の対福岡ソフトバンクホークス戦（ヤフオクドーム）で、3番手投手として一軍にデビュー。ビハインドの場面での初登板ながら、1回を三者凡退に抑えた。一軍公式戦では通算5試合に登板したが、勝敗は付かず、防御率5.40でシーズンを終えた。
2014年には、一軍公式戦4試合に登板。前年より多い4イニングを投げたものの、勝敗は付かず、防御率は6.75に達した。25試合に登板したイースタン・リーグ公式戦でも勝敗は付かなかったが、防御率1.66を記録している。
2015年には、イースタン・リーグ公式戦27試合に登板。1勝1敗、防御率9.75を記録した。一軍公式戦への登板機会がないまま、10月3日に球団から戦力外通告を受けた。12月2日付でNPBから自由契約選手として公示されたが、現役を引退。引退を機に、一般企業へ就職した。

## 人物
愛称は「まーしゃる」。
理容組合北海道日本ハムファイターズ後援会が球団とコラボレーションして、毎年の最新ヘアデザインのモデルを若手選手の中よりファン投票で選出している企画「ファイターズスタイル」の2015年度モデルに選ばれた。

## 選手としての特徴
自身によれば武器となるのはストレートとチェンジアップ。長身から繰り出すキレのある変化球が売りの左腕だが、クイックモーションに課題がある。本人が理想としている選手は武田勝。

## 詳細情報

### 年度別投手成績
| 年 度     | 球 団     | 登 板 | 先 発 | 完 投 | 完 封 | 無 四 球 | 勝 利 | 敗 戦 | セ 丨 ブ | ホ 丨 ル ド | 勝 率 | 打 者 | 投 球 回 | 被 安 打 | 被 本 塁 打 | 与 四 球 | 敬 遠 | 与 死 球 | 奪 三 振 | 暴 投 | ボ 丨 ク | 失 点 | 自 責 点 | 防 御 率 | W H I P |
| --------- | --------- | ----- | ----- | ----- | ----- | -------- | ----- | ----- | -------- | ----------- | ----- | ----- | -------- | -------- | ----------- | -------- | ----- | -------- | -------- | ----- | -------- | ----- | -------- | -------- | ------- |
| 2013      | 日本ハム  | 5     | 0     | 0     | 0     | 0        | 0     | 0     | 0        | 0           | ----  | 15    | 3.1      | 1        | 0           | 4        | 0     | 0        | 3        | 0     | 0        | 3     | 2        | 5.40     | 1.50    |
| 2014      | 日本ハム  | 4     | 0     | 0     | 0     | 0        | 0     | 0     | 0        | 0           | ----  | 20    | 4.0      | 4        | 0           | 4        | 0     | 0        | 4        | 0     | 0        | 3     | 3        | 6.75     | 2.00    |
| 通算：2年 | 通算：2年 | 9     | 0     | 0     | 0     | 0        | 0     | 0     | 0        | 0           | ----  | 35    | 7.1      | 5        | 0           | 8        | 0     | 0        | 7        | 0     | 0        | 6     | 5        | 6.14     | 1.77    |

### 年度別守備成績
| 年 度 | 球 団    | 投手  | 投手  | 投手  | 投手  | 投手  | 投手     |
| 年 度 | 球 団    | 試 合 | 刺 殺 | 補 殺 | 失 策 | 併 殺 | 守 備 率 |
| ----- | -------- | ----- | ----- | ----- | ----- | ----- | -------- |
| 2013  | 日本ハム | 5     | 0     | 0     | 0     | 0     | ----     |
| 2014  | 日本ハム | 4     | 0     | 2     | 0     | 0     | 1.000    |
| 通算  | 通算     | 9     | 0     | 2     | 0     | 0     | 1.000    |

### 記録
- 初登板：2013年9月16日、対福岡ソフトバンクホークス22回戦（福岡ヤフオク!ドーム）、7回裏に3番手で救援登板、1回無失点[3]
- 初奪三振：同上、7回裏に今宮健太から見逃し三振[3][10]

### 背番号
- 58 （2011年 - 2015年）

### 登場曲
- 「Crayon」G-DRAGON （2013年 - 2015年）[11]